# Queens of the Summer Hotel
Queens of the Summer Hotel è il decimo album in studio della cantautrice statunitense Aimee Mann, pubblicato nel 2021.

## Tracce
1. You Fall – 3:35
2. Robert Lowell and Sylvia Plath – 3:13
3. Give Me Fifteen – 2:42
4. At the Frick Museum – 3:03
5. Home by Now – 1:35
6. Checks – 0:34
7. Little Chameleon – 1:44
8. You Don't Have the Room – 4:06
9. Suicide Is Murder – 4:14
10. You Could Have Been a Roosevelt – 2:07
11. Burn It Out – 2:57
12. In Mexico – 3:33
13. Check (reprise) – 0:57
14. You're Lost – 2:16
15. I See You – 3:36